# Attack on Titan (Film)
Attack on Titan ist ein japanischer Actionfilm des Regisseurs Shinji Higuchi basierend auf dem gleichnamigen Manga von Hajime Isayama. Der Film feierte seine Premiere am 14. Juli 2015 in Los Angeles und kam am 1. August 2015 in die japanischen Kinos. Am 19. September 2015 erschien der zweite Teil der Filmreihe mit dem Titel Attack on Titan: End of the World.
In Japan spielte der Film am Startwochenende 4,8 Millionen US-Dollar ein und erreichte Platz 1 der japanischen Kinocharts.

## Handlung
Auf der Erde tauchten eines Tages Titanen auf, die die Menschen aßen. Die zurückgedrängte Menschheit versteckte sich deshalb hinter drei hohen ringförmigen Mauern. Nachdem sich die Menschen seit hundert Jahren in Sicherheit wähnen, taucht plötzlich ein kolossaler Titan auf und schlägt eine Bresche in die äußerste der Mauern. Titanen strömen in die Stadt und fressen die Menschen in dieser. Der junge Eren Jäger muss dabei hilflos zusehen, wie scheinbar seine Freundin Mikasa gefressen wird. Nach einem Zeitsprung von zwei Jahren ist Eren freiwilliger bei einem Stoßtrupp der aus der Sicherheit der zweiten Mauer heraus einen Vorstoß wagen soll um die Bresche zu versiegeln. Der Stoßtrupp steht unter dem Kommando von Shikishima dessen legendäre rechte Hand sich als Mikasa erweist. Der Stoßtrupp wird durch wiederholte und anhaltende Angriffe von Titanen stark geschwächt. Als die nur noch wenigen Überlebenden immer stärker bedrängt werden, rettet der schon schwerst verletzte Eren seinen Freund Armin und wird dadurch selbst lebendig verschluckt. Mikasa wird davon schwer mitgenommen, sie stürzt sich auf die nächsten Titanen und vernichtet sie. Wenig später wird der Titan, der Eren verschluckt hat, von innen von einem anderen Titanen zerrissen. Dieser neue Titan attackiert sämtliche anderen Titanen in der Umgebung und vernichtet bzw. verjagt sie. Mikasa, die inzwischen Eren im Titan erkannt hat, rettet ihn, indem sie ihn aus dem sich auflösenden Titanenkörper herausschneidet. Erens Verletzungen sind inzwischen verheilt, Arm und Bein (abgebissen) sind nachgewachsen.

## Produktion
Im Oktober 2011 wurde die Verfilmung des Mangas Attack on Titan angekündigt für eine Veröffentlichung 2013. Regie sollte Tetsuya Nakashima führen. Im Dezember 2012 wurde jedoch veröffentlicht, dass Nakashima das Projekt aufgrund kreativer Differenzen verlassen habe. Ein Jahr später wurde Shinji Higuchi als neuer Regisseur vorgestellt. Produziert wurde der Film von Tōhō.
Der Film Attack on Titan und der zweite Teil Attack on Titan: End of the World wurden gemeinsam produziert und erschienen in einem Abstand von eineinhalb Monaten.
Die Titellieder der Filme sind Anti-Hero und SOS von Sekai no Owari.

## Unterschiede zur Vorlage
Der Film weicht in einigen Aspekten von der Vorlage, dem Manga Attack on Titan, ab. So ist die Welt im Film technologisch fortschrittlicher. Im Film gibt es Raketenwerfer und motorisierte Vehikel, während im Manga Pferde das am weitesten verbreitete Transportmittel sind. Während in der Vorlage vom Aufklärungstrupp regelmäßig Expeditionen in die Außenwelt durchgeführt werden, ist die Außenwelt im Film tabu. Die Garnisonstruppen beschützen im Film die Mauer vor den Menschen auf der Innenseite anstatt vor den Titanen außen. Der Oberbefehlshaber ist Mitglied der Militärpolizei statt der Garnison.
Auch bei den Figuren gibt es Änderungen. So ersetzt der neue Charakter Shikishima den „stärksten Soldaten der Welt“, Levi Ackerman. Weitere neue Figuren sind Souda, Hiana, Kubal, Fukushi, Sannagi und Lil.

## Veröffentlichung
Attack on Titan feierte seine Weltpremiere am 14. Juli 2015 im Egyptian Theatre in Los Angeles in den USA. Am 1. August lief der Film schließlich in den japanischen Kinos an. Kurz darauf schloss Attack on Titan das Fantasia International Film Festival in Montreal am 4. August ab.
Funimation lizenzierte den Film für Nord-, Zentral- und Südamerika. Madman Entertainment wird den Film am 27. August 2015 in die australischen und neuseeländischen Kinos bringen. In Hongkong, Macau und Singapur kam der Film bereits am 13. August 2015 in die Kinos.
Eye See Movies lizenzierte beide Filme für den deutschsprachigen Raum. In Deutschland und Österreich startet der Film am 27. September 2016 in 127 Kinos.

## Miniserie
Im Zuge der Filme zu Attack on Titan startete am 15. August 2015 auch eine Realfilm-Serie namens Shingeki no Kyojin: Hangeki no Noroshi auf dTV in Japan. In dieser geht es um das Privatleben der Kämpfer, Titanenforschung und die Entwicklung der Waffen und Ausrüstung. Die Hauptrollen spielen Satomi Ishihara als Hans, Nanami Sakuraba als Sasha, Shū Watanabe als Fukushi, Rina Takeda als Lil und Ayame Misaki als Hiana. Eine neue Figur namens Izuru wird von Yūta Hiraoka dargestellt.